# Из нового Бруклина в Нью-Йорк по Бруклинскому мосту
«New Brooklyn to New York via Brooklyn Bridge» (с англ. — «Из нового Бруклина в Нью-Йорк по Бруклинскому мосту») — немой короткометражный фильм, произведённый компанией Edison Manufacturing Company в 1899 году.

## Описание
Фильм был снят одной камерой, жёстко закреплённой в передней части железнодорожного поезда, пересекавшего мост из Бруклина в Манхэттен в сентябре 1899 года. Длительность составляет 2 минуты 13 секунд.

### Сюжет
В начале фильма поезд выезжает со станции в Бруклине на левый поворот, ведущий к Бруклинскому мосту. Въехав на мост, поезд ускоряется. На мосту слева видны пешеходы. Когда поезд съезжает с моста, на заднем плане видны высотные здания Манхэттена. Поезд замедляет ход, въезжает на станцию, и съёмка прекращается.

### Отзывы
<…> фильм позволяет оценить потенциал своего направления [кинематографа] и установить более близкую связь с городом.
Оригинальный текст (англ.)<…> film starts to realize the potential of its medium and to explore a more intimate relationship twith the city.

Томас Эдисон, владелец компании, снявшей фильм, писал:

Поистине лучшее изображение Бруклинского моста из всех, когда-либо сделанных.
Оригинальный текст (англ.)Positively the best picture of the Brooklyn Bridge yet secured.